# Носовцы (Тернопольская область)
Носовцы (укр. Носівці) — село в Тернопольской городской общине Тернопольского района Тернопольской области Украины.
До 2020 года входило в Зборовский район.
Код КОАТУУ — 6122682802. Население по переписи 2001 года составляло 136 человек.

## Географическое положение
Село Носовцы находится на правом берегу реки Лопушанка, которая через 2,5 км впадает в реку Серет,
выше по течению на расстоянии в 1,5 км расположено село Нетерпинцы.

## История
- 1240 год — дата основания.